# エスタディオ・プレシデンテ・ペロン
エスタディオ・プレシデンテ・ペロン（スペイン語: Estadio Presidente Perón）は、アルゼンチン・ブエノスアイレス州アベジャネーダにあるサッカー専用スタジアム。1950年に開場し、ラシン・クラブがホームスタジアムとして使用している。

## 概要
1947年にラシン・クラブは、クラブ設立当初から使用していたエスタディオ・デ・アルシーナ・イ・コロンを取り壊して新スタジアムを建設することを決定し、それから3年後の1950年にこのスタジアムは完成した。
1967年11月1日、インターコンチネンタルカップ決勝の第2戦ラシン・クラブ対セルティックFCの一戦が行われ、12万人近い観衆の前で行われた試合は2-1でラシン・クラブが勝利を収め、後の第3戦を経てラシン・クラブが世界一に輝いた。
スタジアム名はアルゼンチンの大統領を3期務めたフアン・ペロンから取られている。

## ギャラリー

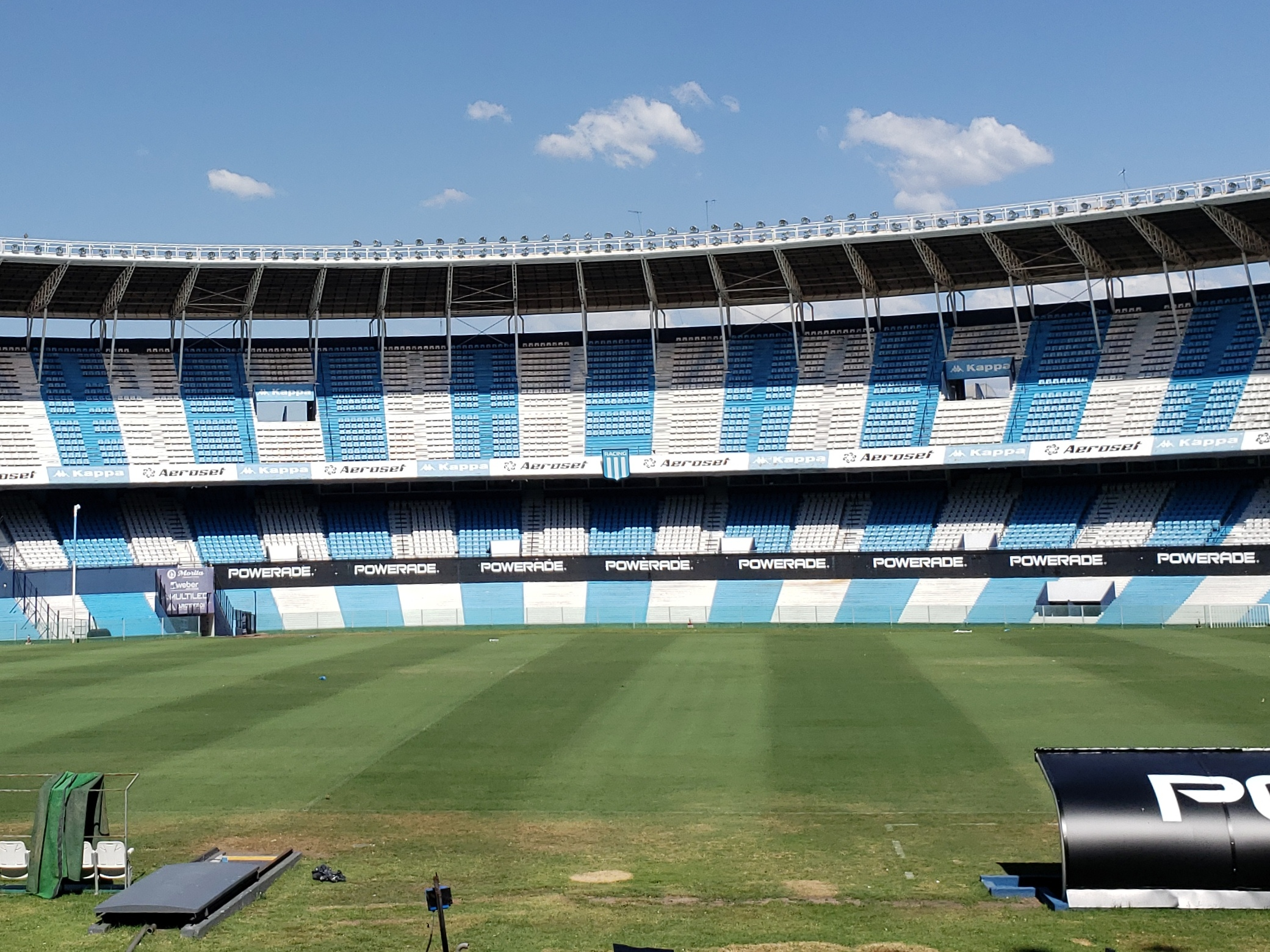
2021年の内観
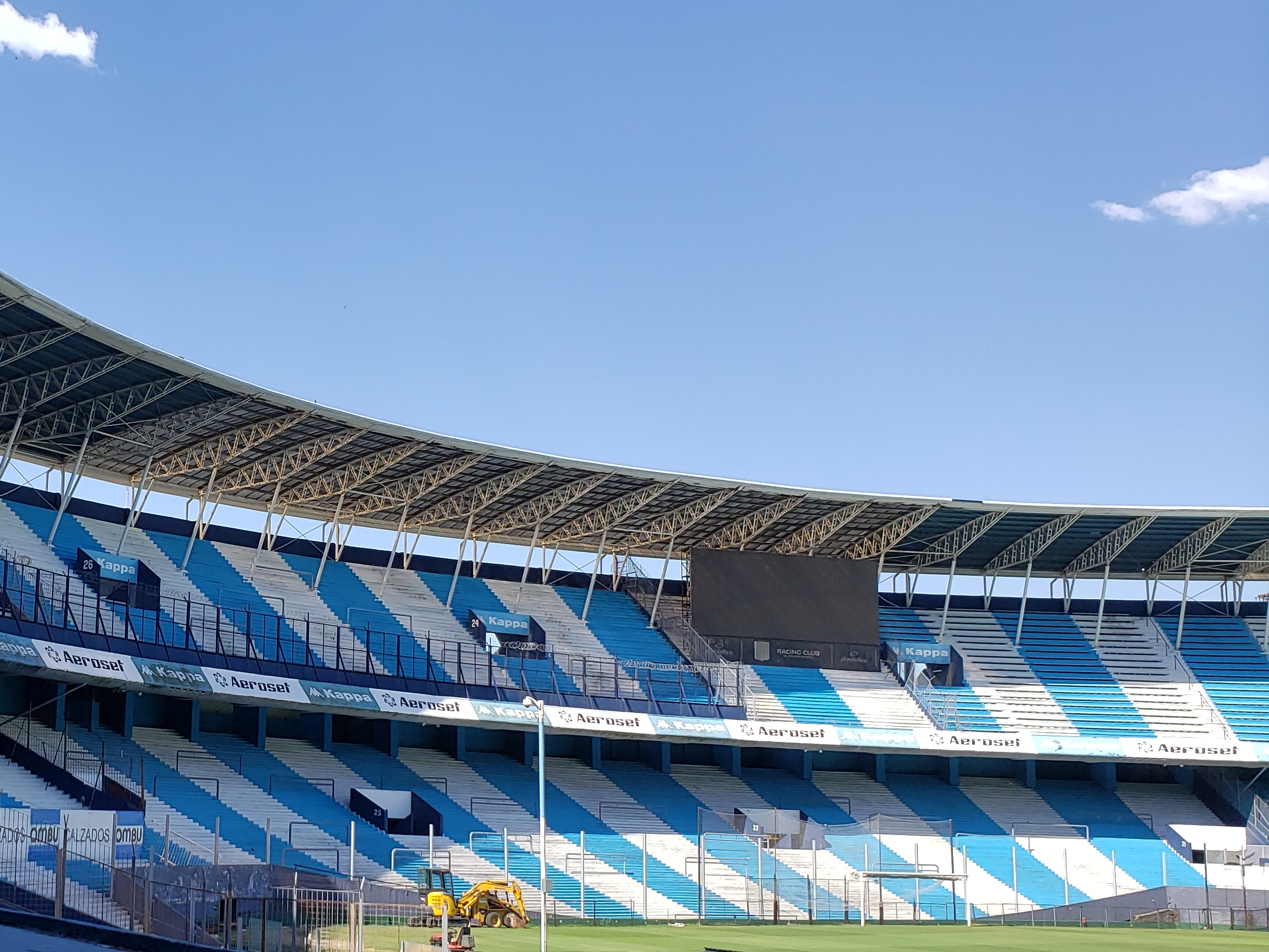
北側のスタンド
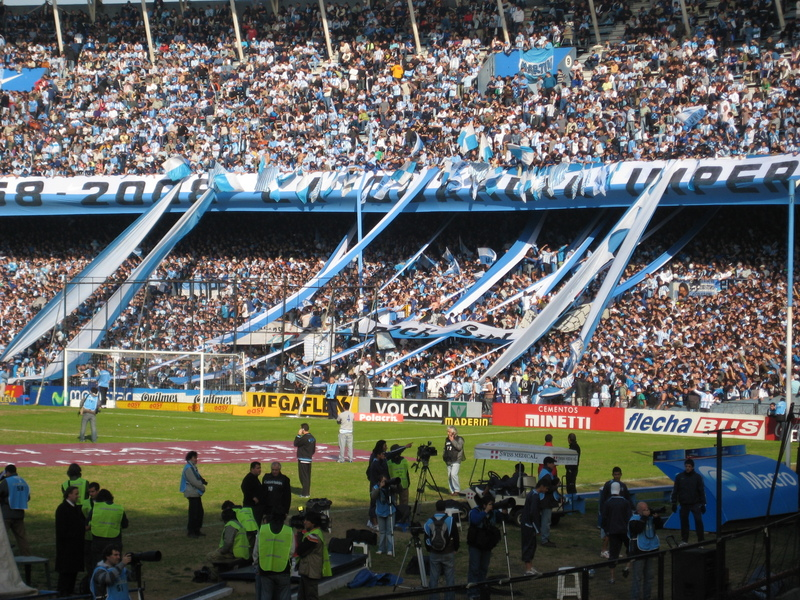
ホームのゴール裏
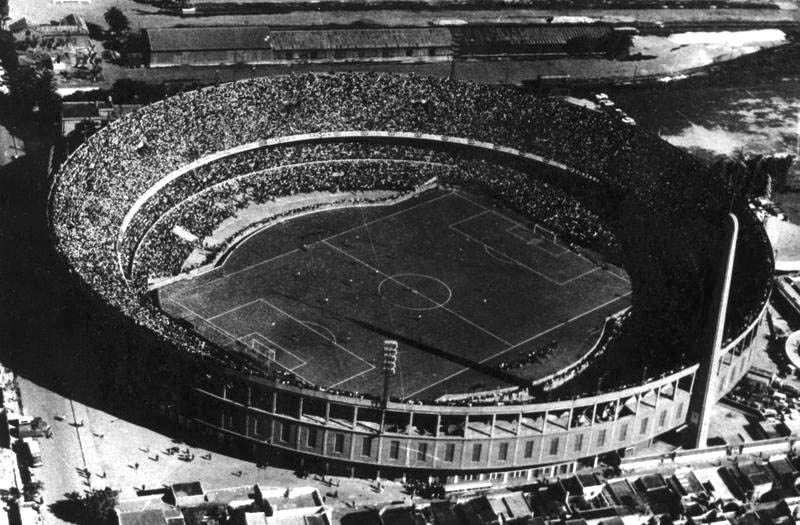
1950年のスタジアム